# Furnarius cristatus
Furnarius cristatus ou João-teneném é uma espécie de ave da família Furnariidae.
Pode ser encontrada nos seguintes países: Argentina, Bolívia e Paraguai.
Os seus habitats naturais são: matagal árido tropical ou subtropical.